# ラハール

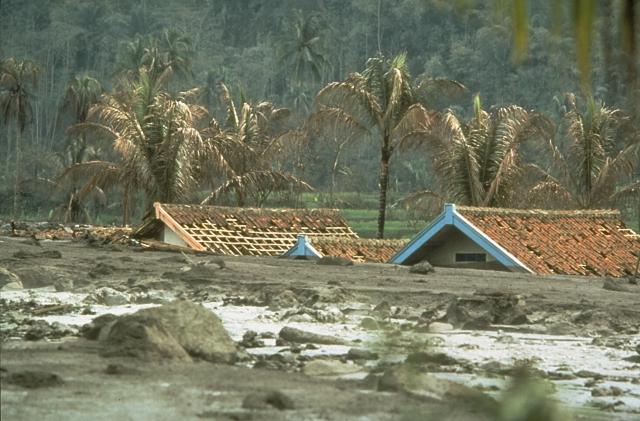
ガルングン山のラハール（1982年）

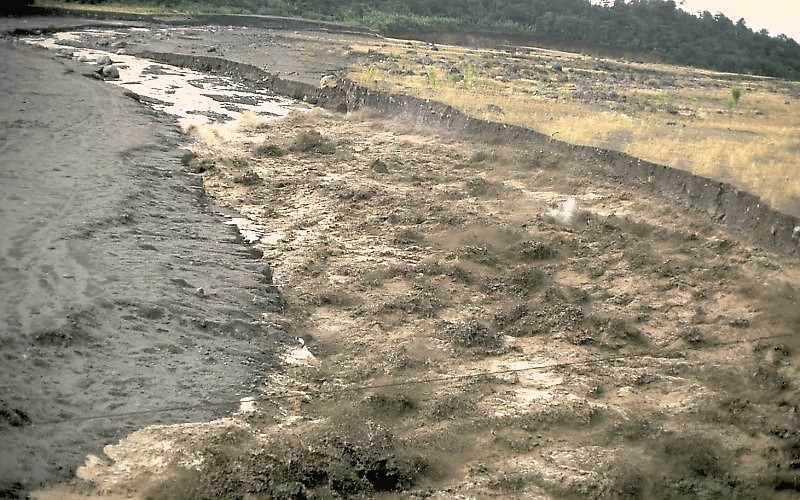
サンティアギートの熱泥流（1989年）

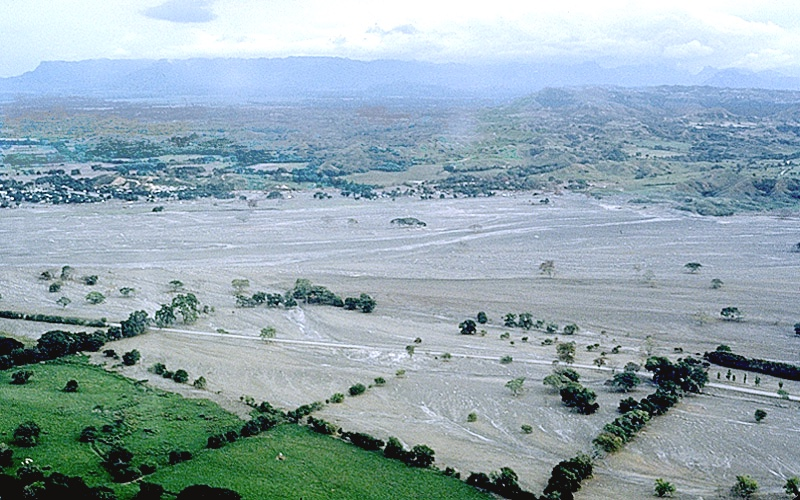
ネバドデルルイス火山のラハール（1985年）

ラハール（ジャワ語: Wlahar、インドネシア語: lahar、ヒンディー語: लहर）とは、火山砕屑物が水により流動性を持ち重力に引かれ流動する（火砕物重力流）現象で、水と共に山の斜面を流れ下る現象である。火山泥流（かざんでいりゅう、英: volcanic mud flow）と同義語として扱われているが、言葉の定義は年代や研究分野により変化をしており定まっていない。1919年、インドネシアのケルート山の噴火で初めて科学的に調査され、現地語から命名された。元来のヒンディー語での意味は波である。

## 解説
火山噴火により直接的に引き起こされる様式と、雨などにより2次的に誘発される2種類の発生様式がある。
直接的に引き起こされる場合は、火山の山頂部が積雪や氷河らに覆われていた時に噴火が起こり、その高熱によって雪や氷が融解した際や、火口湖が水で満たされている時などに発生する。大量の水分を含んでいる為に流下スピードは極めて速く、時速100kmを超えることもある。
雨などにより2次的に引き起こされる場合、火山灰が山体周辺に降り積もった後に豪雨などにより流下する場合（1953年の阿蘇山、1984年の御嶽山、2013年の伊豆大島ほか事例多数）もラハールと呼ぶ（日本では土石流と呼んでいる）。

## 歴史に残る事例
- インドネシアのケルート山
  - 1586年 - 死者1万人。
  - 1872年 - 死者200人。
  - 1919年5月20日 - 火口湖の水がラハールとなり、麓の村を直撃。死者5,100名。
  - 1966年 - 死者282人。
- 1640年（寛永17年） - 駒ヶ岳噴火津波[3]。死者約700名。
- 1783年（天明3年） - 天明大噴火。
- 1888年（明治21年） - 1888年の磐梯山噴火。噴出物（噴煙柱）に水分が多量に含まれていたため発生[4]。
- 1926年（大正15年）5月24日 - 北海道の十勝岳。噴火で山頂付近の雪が融解し、泥流が発生した。死者144人[5][6]。
- 1953年12月24日 - ニュージーランドのルアペフ山。火口湖の水がラハールとなり鉄道橋を損傷、列車を巻き込んで崩落した。死者151人[7]。
- 1985年11月13日 - コロンビアのネバドデルルイス火山。火砕流で山頂付近の氷河が融解した事で大規模な泥流が発生し、麓のアルメロ市を壊滅させた。死者21,500人。
- 1991年 - フィリピンのピナトゥボ山。20世紀最大の大噴火。大量に降り積もった火山灰が雨季になる度に豪雨で流下した。
- 2006年11月 フィリピンのマヨン山で台風21号に伴い発生。死者620名、行方不明710名、倒壊家屋約9000戸の被害[8]。
- 2010年 - インドネシアのムラピ山。
- 2021年12月4日 - インドネシア・スメル山。

## 文学
- 『泥流地帯』三浦綾子 - 1977年、大正十勝岳噴火
- 『死都日本』石黒耀 - 架空の近未来加久藤カルデラの破局噴火